# Gabriela Kořínková
Gabriela Kořínková (* 1986) je česká modelka a účastnice mnoha soutěží krásy.
Pochází z Přerova. Studovala na SOŠ, SOU a U oděvní v Prostějově. Poté na vyšší odborné škole textilního designu. Chtěla by se stát módní návrhářkou. Ovládá anglický a španělský jazyk.

## Soutěže Miss
Gabriela Kořínková se účastnila mnoha soutěží. Na většině z nich se umístila na předních pozicích, například na:
- Miss Luhačovice 2003 – I. vicemiss[1]
- Miss Brno 2003 – II. vicemiss[2]
- Miss Junior 2004 – I. vicemiss (vítězka Šárka Cojocarová)
- Miss Reneta 2004 – Miss Reneta foto[3]
- Miss Praha Open 2005 – finalistka
- Miss Moravia 2007 – I. vicemiss
- Miss Tourism Queen International 2005 – Top 12, Disco Queen
- Miss České republiky 2007 – finalistka
- Miss Bikini International 2007 – I. vicemiss
- Miss Tourism International 2009 – IV. vicemiss, Miss Poh Kong Glamour[4]